# Türst et Sträggele
 (décembre 2015).
Türst, également orthographié Dürst, et Sträggele, également orthographiée Sträggeli, sont deux personnages du folklore lucernois et plus généralement de Suisse centrale. Les différents récits font de Türst un chasseur vivant dans la nature et de Sträggele une sorcière.

## Écrits mentionnant Türst ou Sträggele
Les deux personnages apparaissent dans le récit des frères Grimm (Jacob et Wilhelm) « Der Türst, das Posterli und die Sträggele », publié dans l'ouvrage Deutsche Sagen en 1816.

## Türst
Dans le récit des frères Grimm, Türst est un chasseur. Il vit à l'état sauvage.
Selon Judith Rickenbach, du Museum Rietberg à Zurich, Türst et Sträggele sont les personnages les plus connus du folklore lucernois. Ils sont cités pour la première fois dans un texte de Renward Cysat (1545-1614), scribe municipal de Lucerne. Türst est un chasseur sauvage accompagné d'une meute de chiens féroces qui hurlent et déchirent tout ce qui se trouve sur leur passage. Türst est le plus souvent accompagné par son épouse Sträggele. 
Selon le folkloriste suisse Kurt Lussi, le folklore des Préalpes suisses est riche en contes et légendes sur les âmes en peine qui errent sans trouver le repos. Elles sont souvent associées à des lieux précis : des pierres remarquables, des croix frappées par la foudre, des clairières reculées, des vieilles chapelles. Türst et Sträggele se rattachent au thème légendaire préchrétien de l'armée des morts qui, certaines nuits d'hiver, survole les villages dans le fracas des tempêtes. Türst est accompagné d'une meute de chiens noirs qui aboient pour annoncer le passage de l'armée des morts car un vivant qui se trouverait sur leur chemin risque de tomber malade ou d'être entraîné dans le cortège des morts.

## Sträggele
Selon Kurt Lussi, Sträggele est un démon féminin, une sorcière voleuse d'enfants qui cherche à entraîner leurs âmes dans la chasse sauvage. À Schüpfheim (canton de Lucerne), on raconte que sept garçons qui allaient en traîneau par une nuit de pleine lune en se moquant de Türst et Sträggele ont vu avec stupeur que leurs sept corps projetaient huit ombres : la Sträggele s'était mêlée à leur groupe. Ils firent alors vœu de dédier une chapelle sur le mont Schüpferberg s'ils arrivaient sains et saufs. Cette chapelle, édifiée en 1680, existe encore ; elle est dédiée à saint Joseph, patron des mourants, des jeunes gens et des gens en situation désespérée.
Heide Göttner-Abendroth, féministe allemande et spécialiste des sociétés matriarcales, note que Sträggele, dont le nom signifie « sorcière », était peut-être à l'origine une divinité féminine de la montagne mais que le folklore l'a réduite à la fonction de suivante de son mari et à la tâche entièrement négative de punir les épouses débauchées et les enfants désobéissants.